# Hearts Grow
 (juin 2025).
Si vous disposez d'ouvrages ou d'articles de référence ou si vous connaissez des sites web de qualité traitant du thème abordé ici, merci de compléter l'article en donnant les références utiles à sa vérifiabilité et en les liant à la section « Notes et références ».
Hearts Grow est un groupe japonais de Motobu (Okinawa). Leur premier single Grow!! est sorti (en édition limitée) le 19 avril 2006. Hearts Grow ont fait leur principal label le 18 octobre 2006, avec leur single Road. Leur deuxième single Yura Yura (ユラユラ) est sortie au Japon le 6 décembre 2006. Ils sont connus pour le 9e opening de Naruto, la 4e opening pour Gintama et la 1re opening de Tetsuwan Birdy : Décode.

## Formation

### Membres actuels
| Prénom   | Katakana   | Instrument    |
| -------- | ---------- | ------------- |
| Haruna   | ハルナ     | Chant         |
| Chiaki   | チアキ     | piano & chant |
| Natsumi  | ナツミ     | Guitare       |
| Shintarō | シンタロウ | Guitare       |
| Yūsuke   | ユウスケ   | Bass          |

### Ancien membre
| Prénom | Katakana | Instrument |
| ------ | -------- | ---------- |
| Yūya   | ユウヤ   | batterie   |

## Discographie

### Mini-Albums
| Single | Titre                              | Chansons | Date de réalisation |
| ------ | ---------------------------------- | --- | ------------------- |
| 1st    | ハーツグロウ Hearts Grow           | Futari (ふたり) Smile Tsuyoku (強く) Human's Hearts | 14 février 2005     |
| 2nd    | Grow!!                             | Grow Smile Futari (ふたり) Kame (カメ) | 19 avril 2006       |
| 3rd    | サマーチャンプルー Summer Champloo | Chiisa na Koi no Uta (小さな恋のうた) Himawari-Chanpuu, Rafutei, Spam Mix (ひまわり-ちゃんぷるう、らふてい、スパム Mix) Shimanchu no Takara (島人ぬ宝) Road-Sweet Fuchagi Mix BestFriend Yura Yura-Ryukyu HAYASHI Mix (ユラユラ) | 22 août 2007        |

### Singles
| Single | Titre                    | Chansons                                                                    | Date de réalisation |
| ------ | ------------------------ | --------------------------------------------------------------------------- | ------------------- |
| 1st    | Road                     | Road Red Skateboard (赤いスケボー, Akai Sukebō) Road (Instrumental)         | 18 octobre 2006     |
| 2nd    | ユラユラ Yura Yura       | Yura Yura (ユラユラ) Story (物語, Monogatari) Yura Yura (Instrumental)      | 6 décembre 2006     |
| 3rd    | ひまわり Himawari        | Himawari Natsuiro (夏色) Himawari (Instrumental)                            | 13 juin 2007        |
| 4th    | かさなる影 Kasanaru Kage | Kasanaru Kage Sorairo (ソライロ) Yell (エール) Kasanaru Kage (Instrumental) | 23 janvier 2008     |
| 5th    | 空 Sora                  | Sora (空) Sora (Instrumental) 未来スケッチ                                  | 3 septembre 2008    |